# Xian de Zhenping (Henan)
Pour les articles homonymes, voir Zhenping.
Le xian de Zhenping (镇平县 ; pinyin : Zhènpíng Xiàn) est un district administratif de la province du Henan en Chine. Il est placé sous la juridiction de la ville-préfecture de Nanyang.

## Démographie
La population du district était de 930 200 habitants en 1999.